# VII Giochi sudamericani
I VII Giochi sudamericani si sono svolti in diverse città del Brasile dal 1° all'11 agosto 2002.
In particolare i Giochi si sono tenuti presso le città di Rio de Janeiro, San Paolo, Curitiba e Belém.
I Giochi, a cui presero parte 2069 atleti provenienti da 14 nazioni sudamericane, hanno visto lo svolgimento di 24 gare sportive e furono, come i precedenti, organizzati sotto il patrocinio della Organización Deportiva Sudamericana (ODESUR).

## Sport
- Tiro con l'arco
- Atletica leggera (Under-20)
- Pallacanestro
- Bowling
- Pugilato
- Canoa
- Ciclismo
- Scherma
- Futsal
- Ginnastica artistica
- Golf
- Judo
- Pallamano
- Karate
- Pattinaggio a rotelle
- Canottaggio
- Vela
- Tiro
- Nuoto (Under-18)
- Tennis tavolo (Under-20)
- Taekwondo
- Tennis (Under-18)
- Triathlon
- Sollevamento pesi
- Lotta

## Medagliere
Paese ospitante
| Posiz. | Nazione          | Oro | Argento | Bronzo | Totale |
| ------ | ---------------- | --- | ------- | ------ | ------ |
| 1      | Brasile          | 148 | 95      | 90     | 333    |
| 2      | Venezuela        | 97  | 70      | 64     | 231    |
| 3      | Argentina        | 76  | 89      | 80     | 245    |
| 4      | Cile             | 24  | 41      | 46     | 111    |
| 5      | Ecuador          | 23  | 32      | 37     | 92     |
| 6      | Perù             | 6   | 28      | 30     | 64     |
| 7      | Antille Olandesi | 3   | 2       | 7      | 12     |
| 8      | Uruguay          | 2   | 8       | 21     | 31     |
| 9      | Panama           | 1   | 5       | 6      | 12     |
| 10     | Paraguay         | 0   | 1       | 8      | 9      |
| 11     | Guyana           | 0   | 1       | 7      | 8      |
| 12     | Aruba            | 0   | 1       | 2      | 3      |
| 13     | Bolivia          | 0   | 0       | 9      | 9      |
| Totale | Totale           | 380 | 373     | 407    | 1160   |